# Тарханов Михайло Михайлович
Тарханов Михайло Михайлович (справжнє прізвище — Москвін)  (19 вересня 1877, Москва, Російська імперія — 18 серпня 1948, Москва, СРСР) — російський і радянський актор театру і кіно, режисер, педагог. Заслужений діяч мистецтв РРФСР (1933). Народний артист РРФСР (1933). Народний артист СРСР (1937). Доктор мистецтвознавства (1939). Лауреат Сталінської премії першого ступеня (1943). Народний артист Чуваської АРСР (1947).
Брат актора І. М. Москвіна. Працював у театрі М. Синельникова (Київ—Харків, 1914—1919), з 1922 р. — у МХАТі.
Видатний театральний діяч, один із провідних майстрів МХАТу.
З 1935 року викладав, з 1942 по 1948 роки — художній керівник ГІТІСу ім. А. В. Луначарського (нині РАТІ), професор (з 1939).
З початку 20-х років знімався в кіно: «Гроза» (1934, Дикої), «Іудушка Головльов» (1934, Дерунов), «Петро I» (1937-39, фельдмаршал Шереметьєв) та ін., а також в українському фільмі режисерів Л. Бодика та А. Окунчикова «Справжній товариш» (1936, учитель Василь Васильович).
Нагороджений орденами і медалями.
Похований у Москві на Новодівичому кладовищі (ділянка № 2).